# Hemihepatektomie
Die Hemihepatektomie (griechisch ήμἰ hémi ‚halb‘, ἧπαρ hepar [Genitiv ἧπατος hepatos] ‚Leber‘, ἐκτομή ektomế ‚Herausschneiden‘) ist die „anatomiegerechte“ operative Entfernung (Resektion) der rechten oder linken funktionellen Leberhälfte; im Allgemeinen unter stumpfer Trennung (Quetschung; „Fingerdissektion“) in den Grenzen der entsprechenden Lebersegmente, eventuell – nach vorangestellter Unterbindung der großen Gefäße der Leberpforte – vom Hilus aus (hiläre Hemihepatektomie).